# فضيحة التلاعب بنتائج مباريات كرة القدم في كوريا الجنوبية 2011
فضيحة التلاعب بنتائج مباريات كرة القدم في كوريا الجنوبية عام 2011 كانت فضيحة تلاعب شهدتها الأوساط الرياضيّة في كوريا الجنوبية عام 2011 عندما أتهم 57 لاعبا من لاعبي كرة القدم بتلقي الرشاوي من المراهنين للتأثير على نتائج مباريات كرة القدم الاحترافية في بطولة الدوري الكوري لكرة القدم وبطولة كأس كوريا الجنوبية لكرة القدم خلال عام 2010. كشفت فضيحة التلاعب بنتائج مباريات كرة القدم في كوريا الجنوبية لأول مرة في عام 2011، وأسفرت التحقيقات في نهاية المطاف عن تورط 55 لاعبًا عوقبوا جميعًا بسبب ضلوعهم في عمليّات التلاعب.

## بداية الأحداث
كانت بداية الأحداث عام 2008، عندما كُشف عن تورط عدد من اللاعبين الهواة في عمليات تلاعب بنتائج عدد من مباريات كرة القدم الكورية الجنوبية. وتسبب ذلك في حل نادي سيول بابال الذي كان ينافس في الدوري الكوري الجنوبي لكرة القدم بعد إدانة عدد كبير من لاعبيه بتلقي الرشاوي من موقع مراهنات صيني للتلاعب بنتائج المباريات، كما حوكم أربعة لاعبين من لاعبي الدوري الوطني الكوري الجنوبي لنفس السبب وفي نفس الوقت تقريبًا. ثُم تصاعدت الأحداث من جديد عقب مقتل لاعب كرة القدم الكوري الجنوبي يون كي وون لاعب نادي إنتشون يونايتد في 6 مايو (أيار) 2011، وهي الوفاة التي إدعى البعض أنها كانت انتحارًا، وسرعان ما ربطت وسائل الإعلام ومشجعي كرة القدم في كوريا الجنوبية بين حادث انتحار اللاعب وبين عمليات التلاعب بنتائج مباريات كرة القدم بعد أن سرب بعض العاملين في أندية الدوري الكوري للصحافة معلومات حول قيام سماسرة كرة القدم وعصابات المراهنات بالتواصل مع اللاعب في العام السابق.
بدأت قضية التلاعب بنتائج المباريات في الدوري الكوري الجنوبي تطفو على السطح في 25 مايو (أيار) 2011، عندما أصدر مكتب المدعي العام الأعلى في كوريا الجنوبية مذكرة اعتقال بحق اثنين من لاعبي كرة القدم، هما بارك سانج ووك لاعب فريق نادي دايجون سيتيزن وسونج كيونج مو لاعب فريق نادي جوانججو، بعد أن جرى التحقيق مع عشرة لاعبين كان من بينهم لاعب المنتخب الوطني الكوري الجنوبي السابق كيم دونج هيون، كما ألقت الشرطة الكورية الجنوبية القبض على اثنين من سماسرة اللاعبين.

## التحقيقات

### التحقيق الأول
كشفت التقارير التي تناقلتها وسائل الإعلام الكورية الجنوبية عقب اعتقال اللاعبين عن تورط المزيد من لاعبي كرة القدم في كوريا الجنوبية في فضائح التلاعب بنتائج المباريات في الدوري الكوري لكرة القدم. وفي 27 مايو (أيار) 2011، اعتقلت السلطات الكورية الجنوبية أربعة من لاعبي فريق دايجون سيتيزن أيضًا لتبدأ في إجراء تحقيقات موسعة حول التلاعب بنتائج المباريات. وفي 30 مايو (أيار) 2011، عُثر على لاعب كرة القدم السابق جونغ جونغ كوان، والذي لعب في صفوف فريق جيونبوك هيونداي موتورز، ميتا بطريقة تبدو كما لو أنه انتحر، وفي رسالة انتحاره، كتب جونغ جونغ كوان: 
«أشعر بالخجل من نفسي كشخص متورط في فضيحة التلاعب في نتائج المباريات. أولئك الذين يخضعون للتحقيق هم أصدقائي ولم ينشروا اسمي بسبب الصداقة. كل هذا خطئي وأنا من تورطت معهم».
أعلن فرع تشانغوون التابع لمكتب المدعي العام الأعلى في كوريا الجنوبية في 17 يونيو (حزيران) 2011 نتائج التحقيقات في قضية التلاعب بنتائج المباريات، وبناءا على هذه التحقيقات فقط قررت الجهات القضائية منع عشرة لاعبين من لعب كرة القدم في كوريا الجنوبية بشكل دائم، وعلى الرغم من أن التحقيقات لم تثبت تورط اللاعب كيم جونج كيوم لاعب فريق نادي بوهانج ستيلرز بشكل مباشر في عمليات التلاعب بنتائج المباريات، فقد تقرر إيقافه لمدة خمس سنوات ومنعه من لعب كرة القدم في كوريا الجنوبية، لأنه حقق أرباحًا غير عادلة من وراء معرفته بعمليات التلاعب بنتائج المباريات. قررت الجهات القضائية أيضًا تخفيض أرباح نادي دايجون سيتيزن من شركة المراهنات التابعة للحكومة الكورية الجنوبية سبورتس توتو بنسبة 30٪ خلال موسم 2011، كما قررت تخفيض أرباح كل من نادي جوانججو ونادي سانججو سانجمو فينيكس من شركة سبورتس توتو بنسبة 10٪ لكل منهما.

### التحقيق الثاني
بعد انتهاء التحقيق الأول، والذي ركز على ق لاعبي نادي دايجون سيتيزن في عمليات التلاعب، وسع فرع تشانغوون من مكتب المدعي العام الأعلى والنيابة العسكرية نطاق التحقيقات لكي يتم استعاء عدد من لاعبي نادي تشونام دراغونز للتحقيق معهم. وفي 29 يونيو (حزيران) 2011 اعترف اللاعب الدولي الكوري جنوبي تشوي سونغ كوكطواعية لجهات التحقيق بأنه حضر عملية تلاعب ولكنه لم يشارك في التلاعب بنتائج المباريات. ثم أصدر مكتب المدعي العام في تشانغوون في 7 يوليو (تموز) 2011 مذكرة اعتقال بحق عشرة لاعبين كان من بينهم لاعبين معتزلين، بسبب الاشتباه في تورطهم في عمليات التلاعب بنتائج المباريات، كما وجه مكتب المدعي العام اتهامات الضلوع في التلاعب بنتائج المباريات إلى 33 لاعبًا من بينهم لاعبين معتزلين، ووجهت إلى تشوي سونغ كوك بالإضافة إلى ثلاثة لاعبين آخرين تهمة المشاركة في التلاعب بنتائج المباريات. وفي 12 يوليو (تموز) 2011، ألقت السلطات الكورية الجنوبية القبض على اللاعب دو هوا سونغ الذي كان يدير مكتبا خاصا به للمراهنات، كما ألقي القبض على لي سو تشول مدير فريق سانججو سانجمو بتهمة قبول الرشوة وترهيب اللاعبين في موسم 2010. ثم أضاف مكتب المدعي العام في تشانغوون في 3 أغسطس (آب) 2011 إلى قائمة اللاعبين المتهمين أربعة لاعبين آخرين. وفي 25 أغسطس (آب) 2011 أصدر الاتحاد الكوري الجنوبي لكرة القدم قرارا بإيقاف 40 لاعبًا من بين 46 لاعبًا وجه لهم مكتب المدعي العام خلال التحقيق الثاني اتهامات التلاعب بالنتائج، ومنعهم من المشاركة في مباريات كرة القدم مدى الحياة، ومع هذا فقد تلقى 25 لاعبًا ممن اعترفوا بالذنب وعودا بإمكانية تخفيف العقوبة.